# Marcipalina modesta
Marcipalina modesta är en fjärilsart som beskrevs av Pierre Joseph Pelletier 1979. Marcipalina modesta ingår i släktet Marcipalina och familjen nattflyn. Inga underarter finns listade i Catalogue of Life.